# Прокси-сервер
Прокси-сервер (от англ. proxy — представитель, уполномоченный; часто просто прокси, сервер-посредник) — промежуточный сервер (комплекс программ) в компьютерных сетях, выполняющий роль посредника между пользователем и целевым сервером (при этом о посредничестве могут как знать, так и не знать обе стороны), позволяющий клиентам как выполнять косвенные запросы (принимая и передавая их через прокси-сервер) к другим сетевым службам, так и получать ответы. Сначала клиент подключается к прокси-серверу и запрашивает какой-либо ресурс (например e-mail), расположенный на другом сервере. Затем прокси-сервер либо подключается к указанному серверу и получает ресурс у него, либо возвращает ресурс из собственного кэша (в случаях, если прокси имеет свой кэш). В некоторых случаях запрос клиента или ответ сервера может быть изменён прокси-сервером в определённых целях. Прокси-сервер позволяет защищать компьютер клиента от некоторых сетевых атак и помогает сохранять анонимность клиента, но также может использоваться мошенниками для скрытия адреса сайта, уличённого в мошенничестве, изменения содержимого целевого сайта (подмена), а также перехвата запросов самого пользователя.

## Использование
Чаще всего прокси-серверы применяются для следующих целей:
- обеспечение доступа компьютеров локальной сети к сети Интернет;
- кэширование данных: если часто происходят обращения к одним и тем же внешним ресурсам для снижения нагрузки на канал во внешнюю сеть и ускорения получения клиентом запрошенной информации;
- сжатие данных: прокси-сервер загружает информацию из Интернета и передаёт информацию конечному пользователю в сжатом виде для экономии внешнего сетевого трафика клиента или внутреннего — организации, в которой установлен прокси-сервер;
- защита локальной сети от внешнего доступа: например, можно настроить прокси-сервер так, что локальные компьютеры будут обращаться к внешним ресурсам только через него, а внешние компьютеры не смогут обращаться к локальным вообще (они «видят» только прокси-сервер);
- ограничение доступа из локальной сети к внешней: например, можно запрещать доступ к определённым веб-сайтам, ограничивать использование интернета каким-то локальным пользователям, устанавливать квоты на трафик или полосу пропускания, фильтровать рекламу и вирусы;
- анонимизация доступа к различным ресурсам: прокси-сервер может скрывать сведения об источнике запроса или пользователе. В таком случае целевой сервер видит лишь информацию о прокси-сервере, например IP-адрес, но не имеет возможности определить истинный источник запроса; существуют также искажающие прокси-серверы, которые передают целевому серверу ложную информацию об истинном пользователе;
- обход ограничений доступа: используется, например, пользователями стран, где доступ к некоторым ресурсам ограничен законодательно и фильтруется.

Прокси-сервер, к которому может получить доступ любой пользователь сети интернет, называется открытым.

## Типы прокси
Существуют различные типы прокси:
- Мобильные прокси (mobile proxies) — это прокси-серверы, использующие IP-адреса, выданные мобильными операторами и подключённые к интернету через 3G/4G/5G/LTE сети. Такие прокси часто называют 3G/4G/5G-прокси или LTE-прокси[1].
- Серверные прокси (или дата-центровые прокси, datacenter proxies) — это прокси, IP-адреса которых принадлежат дата-центрам и не связаны с реальными пользователями или устройствами. Их также называют дата-центровыми прокси или серверными IP-прокси.
- Резидентские прокси (residential proxies) — это прокси, использующие IP-адреса, выделенные интернет-провайдерами обычным домашним пользователям. Такие IP выглядят для сайтов как обычные домашние подключения. Их называют резидентские прокси или домашние прокси (residential proxies).

По протоколу:
- HTTP-прокси — работают только с HTTP-трафиком, подходят для просмотра сайтов.
- HTTPS-прокси — аналогичны HTTP, но используют защищённое соединение.
- SOCKS-прокси (SOCKS4/5) — универсальны, передают любой тип трафика (TCP/UDP), подходят для игр, торрентов, мессенджеров.
- FTP-прокси — используются для работы с FTP-серверами (загрузка/выгрузка файлов).
- SMTP, POP3, IMAP-прокси — применяются для отправки и получения электронной почты.
- CGI-прокси (анонимайзеры) — веб-сервисы, позволяющие посещать сайты через браузер без настройки прокси на устройстве.

По уровню анонимности:
- Прозрачные (transparent) — не скрывают IP пользователя, сообщают сайту о прокси.
- Искажающие (distorting) — передают ложный IP, но факт использования прокси виден.
- Анонимные (anonymous) — скрывают реальный IP, но показывают, что используется прокси.
- Элитные (elite/high anonymous) — не раскрывают ни IP, ни факт использования прокси.

По способу доступа:
- Публичные (public/free) — доступны всем, часто медленные и ненадежные6.
- Приватные (private/dedicated) — используются одним пользователем, обеспечивают стабильность и скорость.

По способу работы:
- Прямые (forward proxy) — стандартные прокси, перенаправляют запросы пользователей в интернет.
- Обратные (reverse proxy) — принимают запросы из интернета и перенаправляют их на внутренние серверы, часто используются для балансировки нагрузки и защиты.

По дополнительным функциям:
- Кэширующие прокси — сохраняют копии часто запрашиваемых данных для ускорения доступа.
- Некэширующие прокси — не сохраняют данные, передают запросы напрямую.
- Фильтрующие прокси — блокируют определённый контент или сайты по заданным правилам.

Специализированные типы:
- Умный DNS-прокси (Smart DNS) — перенаправляют только определённый трафик, например, для обхода геоблокировок.
- Корпоративные прокси — используются для контроля и фильтрации трафика внутри компаний.
- Прокси-шлюзы (gateway proxies) — обеспечивают выход в интернет для локальных сетей.

## Технические подробности
Клиентский компьютер имеет настройку (конкретной программы или операционной системы), в соответствии с которой все сетевые соединения по некоторому протоколу совершаются не на IP-адрес сервера (ресурса), выделяемый из DNS-имени ресурса или напрямую заданный, а на IP-адрес (и другой порт) прокси-сервера.
При необходимости обращения к любому ресурсу по этому протоколу клиентский компьютер открывает сетевое соединение с прокси-сервером (на нужном порту) и совершает обычный запрос, как если бы он обращался непосредственно к ресурсу.
Распознав данные запроса, проверив его корректность и разрешения для клиентского компьютера, прокси-сервер, не разрывая соединения, сам открывает новое сетевое соединение непосредственно с ресурсом и делает тот же самый запрос. Получив данные (или сообщение об ошибке), прокси-сервер передаёт их клиентскому компьютеру.
Таким образом, прокси-сервер является полнофункциональным сервером и клиентом для каждого поддерживаемого протокола и имеет полный контроль над всеми деталями реализации этого протокола, имеет возможность применения заданных администратором политик доступа на каждом этапе работы протокола.
Прокси-серверы являются самым популярным способом выхода в Интернет из локальных сетей предприятий и организаций. Этому способствуют следующие обстоятельства:
- основной используемый во Всемирной паутине протокол — HTTP, в стандарте которого описана поддержка работы через прокси;
- поддержка прокси большинством браузеров и операционных систем;
- контроль доступа и учёт трафика по пользователям;
- фильтрация трафика (интеграция прокси с антивирусами);
- прокси-сервер — может работать с минимальными правами на любой ОС с поддержкой сети (стека TCP/IP);
- многие приложения, использующие собственные специализированные протоколы, могут использовать HTTP как альтернативный транспорт или SOCKS-прокси как универсальный прокси, подходящий для практически любого протокола;
- отсутствие доступа в Интернет по другим (нестандартным) протоколам может повысить безопасность в корпоративной сети.

В настоящее время, несмотря на развитие сетевых протоколов, переход к тарификации интернет-услуг по скорости доступа и массовое распространение недорогих аппаратных маршрутизаторов с функцией NAT, прокси-серверы продолжают широко использоваться на предприятиях. Это связано с тем, что NAT не обеспечивает достаточного уровня контроля над использованием Интернета, в частности — аутентификацию пользователей и фильтрацию контента.
Почему NAT не заменяет прокси-серверы
NAT (Network Address Translation) обеспечивает подмену внутренних IP-адресов пользователей на один внешний адрес при выходе в интернет, что позволяет экономить адресное пространство и скрывать внутреннюю структуру сети. Однако NAT работает на сетевом уровне и не анализирует содержимое трафика, не поддерживает аутентификацию пользователей и не предоставляет средств для фильтрации контента или кэширования данных.
Прокси-сервер действует на более высоком уровне, устанавливая отдельное соединение с внешним сервером от имени клиента, что позволяет реализовать расширенные функции контроля, фильтрации и безопасности.

## Проксификаторы
Проксификатор — это программа, которая перенаправляет сетевой трафик других приложений через прокси-серверы, даже если сами эти приложения не поддерживают работу с прокси напрямую. Такой софт особенно востребован для интернет-клиентов и других программ, в которых отсутствует возможность указать параметры прокси-сервера — например, если приложение всегда пытается подключиться к интернету напрямую с реального IP-адреса пользователя.

## Спрос
Спрос на прокси-сервисы в 2025 году стабильно высок и продолжает расти, что связано с расширением сфер их применения и ужесточением требований к анонимности и безопасности в интернете. Прокси используются как частными лицами, так и бизнесом для решения широкого круга задач:
- Обеспечение анонимности и конфиденциальности при серфинге, работе с социальными сетями и электронной почтой.
- Обход блокировок и цензуры — прокси позволяют свободно посещать ресурсы, ограниченные по геолокации.
- Автоматизация и парсинг данных — прокси необходимы для сбора информации с сайтов, маркетинговых исследований, мониторинга цен и анализа конкурентов.
- Маркетинг и арбитраж трафика — массовое создание и управление аккаунтами, тестирование рекламных кампаний.
- Кибербезопасность — защита от отслеживания, снижение риска утечки данных, особенно в публичных сетях Wi-Fi.

Основные тенденции рынка
- Рост числа провайдеров и расширение географии: современные сервисы предлагают миллионы IP-адресов в сотнях стран, включая мобильные, резидентские и дата-центровые прокси.
- Появление специализированных решений: прокси для парсинга, маркетинга, SMM, арбитража трафика, обеспечения кибербезопасности и др.
- Гибкие тарифы и автоматизация: возможность оплаты за трафик, аренды на короткие сроки, интеграция с API, автоматическая выдача и ротация IP[5].
- Высокий уровень анонимности: востребованы индивидуальные и элитные прокси с минимальным риском блокировок и утечек данных.

Кому нужны прокси
- Бизнесу — для анализа рынка, конкурентной разведки, управления рекламой, работы с несколькими аккаунтами.
- Маркетологам и арбитражникам — для обхода ограничений платформ и тестирования гипотез.
- Обычным пользователям — для анонимного серфинга, доступа к заблокированным ресурсам, защиты личных данных.
- Разработчикам и специалистам по кибербезопасности — для тестирования, мониторинга и защиты инфраструктуры[6].